# Internet Protocol Detail Record
Internet Protocol Detail Record (IPDR) innehåller information om internetanvändning, till exempel vilka hemsidor en användare besökt eller vilka personer användaren skickat e-post till. Detta benämns även som trafikdata som i sin tur innefattas av det mer omfattande begreppet metadata.

## Teknisk definition
IPDR ger information om Internetprotokoll-baserad användning av en tjänst och andra aktiviteter som kan använda Operational Support Systems (OSS) och Business Support Systems (BSS). Innehållet av IPDR bestäms av den som tillhandehåller tjänsten, till exempel internetoperatören, eller annan användare som har befogenhet att bestämma detaljerna för en IP-baserad tjänst i ett givet sammanhang. Specifikationerna för det IPDR-kuvert i vilken innehållet finns, liksom kodning och transportprotokoll för utbytet av information anges av Internet Protocol Detail Record Organization, Inc.